# Tinea imbricata

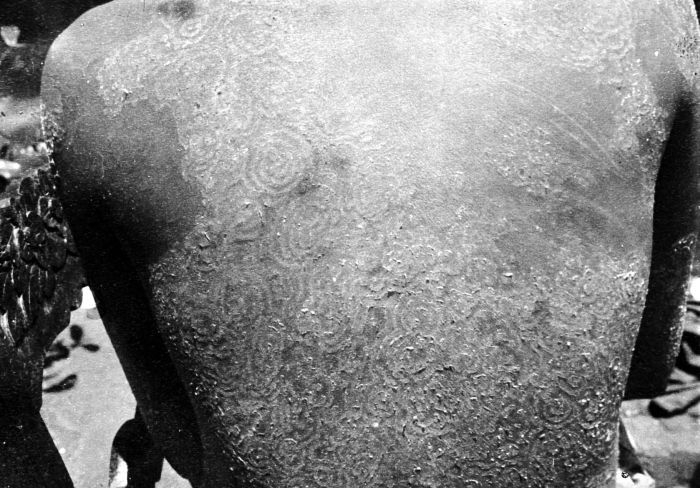
Tinea imbricata

Tinea imbricata (Syn.: Tokelau, Trichophytia corporis superficialis, orientalische Flechte, Indische Flechte, Chinesische Flechte, Tamana, Tinea circinata tropicalis, Gugo) ist eine Dermatophytose des Körpers, also eine Sonderform der Tinea corporis, die durch kokardenartige Herde gekennzeichnet ist. Sie kommt in Indochina, Afrika und Südamerika vor. Krankheitsauslöser sind Dermatophyten, meist Trichophyton concentricum.
Die Pilzerkrankung zeigt sich normalerweise als bräunliche, schuppige, runde Flecken mit Juckreiz. Die Ausbreitung erfolgt in der Peripherie der Hautveränderung.
Die Behandlung erfolgt meist lokal mit Antimykotika.